# Яхья ибн Умар
Яхья Ибн Омар (также известен как Ас-Санхаджи ал-Ламтуни ум. 1056) — вождь берберского племени лемтуна. Сподвижник основателя секты Альморавидов Абдуллаха ибн Ясина. Яхья фактически руководил военными действиями альморавидов до самой своей смерти, хотя духовным главою оставался Абдуллаха.

## Биография
Вместе со своим братом Абу Бакром ибн Умаром аль-Ламтуни и другими друзьями был одним из лидеров лемтунов, которые поддерживали маликитского правоведа Абдуллаха ибн Ясина, который сначала отправился на родину Джудалю, а затем на родину племени Лемтуна, чтобы начать проповедническую деятельность. Говорят, что он был одним из восьми человек, которые построили знаменитый рибат, давший своё название альморавидам мурабитам. Ибн аль-Хатыб, с другой стороны, утверждает, что Абдуллах ибн Ясин, отправившийся в поход против племен Сахары, укрылся у Яхьи ибн Умара, вождя лемтунов, когда его войска покинули его, и что он вернул себе власть при его Яхьи. Абдуллах ибн Ясин, который начал проповедческую деятельность и джихад со своими учениками, собравшимися в рибате, поставил Яхью ибн Ибрахима, лидера Джуды, во главе армии, одновременно удерживая религиозную власть. После смерти Яхья в 440 году хиджры (1048), посоветовавшись с знатными представителями племён санхадж, он убедил их отдать пост командира лемтунов и назначил лидера лемтунов, Яхью ибн Умара, эмиром джихада. Племя джудала, которое не согласилось с тем, что у них отняли командование, выступило против этого решения, но Яхья удалось подчинить их. Позже он организовал поход против берберских племён, живших в предгорьях близ земли лемтунов и не принявших приглашение Абдуллаха ибн Ясина, захватив большое количество добычи и пленных. Войска лемтунов также понесли значительные потери в столкновениях, но благодаря усилиям и поддержке Абдуллаха ибн Ясина победа была одержана. Абдуллах ибн Ясин дал Яхье титул «эмир аль-хак» за проявленный героизм.
Яхья ибн Умар затем завоевал значительную часть поселений в регионе. Благодаря его успехам, слава Абдуллаха ибн Ясина и альморавидов распространилась на все регионы. Правоведы Сиджильмасы и Дар‘а ская пожаловались Абдуллаху ибн Ясину, Яхье ибн Умару и другим лидеры альморавидов на то, что их правители попросили о помощи против них и пригласили в свою страну. После переговоров Абдуллах ибн Ясин принял приглашение и начал подготовку к походу, и 20 Сафара 445 (11 июня 1053 года) он двинулся на Дар‘ с многолюдной армией. Услышав это, магрибский эмир Масуд ибн Ванудин также принял меры. Стороны столкнулись друг с другом где-то между Дар‘ой и Сиджильмасой. В ожесточенной битве альморавиды нанесли тяжелое поражение магрибскому эмиру. Масуда и большая часть его войска были убиты, а другая часть бежала. Позже Яхья ибн Умар, отправившийся в Сиджильмасу, центр магрибского эмирата, захватил город, который был важным торговым центром караванного пути Западный Судан-Северная Африка (445/1053). Все развлекательные заведения в городе были разрушены. Армия альморавидов, оставшаяся в Сиджильмасе до восстановления мира, оставила в городе караульное подразделение и направилась в Сахару.
Через некоторое время жители Сиджильмасы восстали и убили многих солдат альморавидов и снова захватили город. Узнав об этом инциденте, альморавиды начали подготовку ко второй экспедиции против Сиджильмасы. Тем не менее, племя джудаля, которое пыталось захватить лидерство Санхадже, снова выступило против Абдуллаха ибн Ясина, оставило его и отступило к побережью. В этом случае Абдуллах ибн Ясин, который разделил армию на две ветви, поручил Яхье ибн Умару сделать укрепления и подчинить их. Он и его брат, Абу Бакр, отправились в Сиджильмасу с многолюдной армией племён ламтунов, массуфов и ламтов. Однако вожди джудалы, узнав, что армия альморавидов разделена на две части, осадили Яхью ибн Умара в замке Азка (Арка), когда армия альморавидов сражалась с врагом. В битве между двумя армиями войска Яхьи ибн Умара понесли тяжелые потери. Бакри сообщил, что Яхья ибн Умар погиб в этой битве в мухарраме 448 года хиджры. Однако Ибн Хальдун и Калкашанди пишут, что он был убит в Сахаре в 447 году хиджры (1055). Яхья ибн Умар, известный своим мужеством и героизмом, был полководцем, который был чрезвычайно предан Абдуллаху ибн Ясину. Сообщается, что он охотно перенес наказание в виде порки за то, что поставил под угрозу как собственную жизнь, так и жизнь своих солдат. После его смерти ему наследовал его брат Абу Бакр ибн Умар.